# 小舟町 (名古屋市)
小舟町（こぶなちょう）は、愛知県名古屋市西区の地名。

## 歴史

### 沿革
- 1878年（明治11年）12月20日 - 名古屋区小舟町となる[3]。
- 1889年（明治22年）10月1日 - 名古屋市成立により、同市小舟町となる[3]。
- 1908年（明治41年）4月1日 - 西区編入により、同区小舟町となる[3]。
- 1981年（昭和56年）8月23日 - 西区幅下一丁目・幅下二丁目にそれぞれ編入され消滅[3]。